# Tibotec
Tibotec BVBA ist ein belgisches pharmazeutisches Unternehmen mit Schwerpunkt Forschung und Entwicklung für AIDS-Arzneistoffe. Es wurde im Jahr 1994 von Hilde Azijn, Marie-Pierre de Béthune, Carine Claeys, Kurt Hertogs und Rudi Pauwels gegründet. 1999 wurde Galapagos im Rahmen eines Joint Ventures mit Crucell gegründet. Im Jahr 2002 wurde das Unternehmen durch Johnson & Johnson übernommen und dadurch Teil der Janssen-Cilag GmbH, einem Arzneimittelhersteller aus Neuss.